# Barbara Lynch
Barbara Lynch (Boston, 19 de março de 1964) é uma chef de cozinha norte-americana. Em 2017, apareceu na lista de 100 pessoas mais influentes do ano pela Time.